# Cucumaria chronhjelmi
Cucumaria chronhjelmi är en sjögurkeart. Cucumaria chronhjelmi ingår i släktet Cucumaria och familjen korvsjögurkor. Inga underarter finns listade i Catalogue of Life.